# Luli
Luli (em grego: Elulaios) foi rei das cidades-estado fenícias de Tiro (entre 729 a.C. e 694 a.C.) e Sidom. Durante seu reinado a cidade passou definitivamente para o domínio assírio.
O reinado de Luli é caracterizado por diversas guerras contra a Assíria. Tiro pagava tributos aos assírios, porém Luli se revoltou, mais de uma vez, contra esta relação de vassalagem. Ele aliou a Taraca, rei da Etiópia e faraó do Egito, e a Ezequias, rei de Judá. De 724 a 720 a.C. Tiro esteve sitiada, e seu porto foi bloqueado por Salmanaser III. Durante o reinado de Sargão os assírios tinham ocupado Chipre, porém após a morte de Sargão, em 705, Luli reconquistou para si a ilha e sua colônia de Cítio. Em 701 (ou 707), após outra revolta, Senaqueribe forçou Luli a fugir para Chipre. Tiro perdeu então o controle de Sidom e Acre, e seu domínio acabou sendo reduzido à cidade em si e suas colônias ultramarinas. Após a morte de Luli, o reino de Tiro passou a ser comandado por uma série de monarcas e governadores pró-assírios.
Luli também é um nome muito famoso de cachorro no norte da Jamaica. 